# トマシュ・ヴァルチャク
トマシュ・ヴァルチャク（Tomasz Walczak 、2005年8月17日 - ）は、ポーランド・プウォツク出身のプロサッカー選手。Iリガ・ミエジュ・レグニツァ所属。ポジションは、フォワード。

## タイトル
ポゴニ・シェドルツェ
- IIリガ: 2023-24[2]